# Bataille de Pornic (27 mars 1793)
Pour les articles homonymes, voir Bataille de Pornic.
Guerre de Vendée
Batailles
La deuxième bataille de Pornic se déroule le 27 mars 1793 lors de la guerre de Vendée. Elle s'achève par la prise de la ville de Pornic par les insurgés vendéens.

## Prélude
Bien qu'ayant repoussé une première invasion le 23 mars, les patriotes de Pornic craignent une nouvelle attaque. Une partie de leurs forces s'étant dispersée lors du premier combat, la garnison de la ville n'est plus que de 200 hommes, aussi réclament-ils des renforts à Nantes. Les Nantais répondent favorablement et envoient 114 hommes de leur garde nationale, le 25 mars. Mais dès le lendemain, les administrateurs de Paimbœuf, chef-lieu du district, réclament à Pornic ce renfort. Les administrateurs pornicais refusent dans un premier temps, mais Charles Mourain, le commandant de la garde nationale de Paimbœuf, se rend sur la place, et sur son ordre, ils sont contraints d'obéir. Le 26 mars, les gardes nationaux nantais quittent Pornic pour Paimbœuf.
De leur côté, les insurgés décident aussitôt après leur défaite de reprendre Pornic et de venger la mort de leurs camarades massacrés lors du premier combat. Louis-Marie de La Roche Saint-André ayant pris la fuite pour avoir été menacé par ses propres hommes après à sa défaite, les paysans prennent pour chef François Athanase Charette de La Contrie,. Le 27 mars, les insurgés font marche sur Pornic. Leur nombre est de 8 000 d'après le rapport du commandant Charles Mourain. L'auteur pornicais Jean-François Carou et l'historien Lionel Dumarcet évoquent plutôt 4 000 à 5 000 hommes,.

## Déroulement
À 11 heures du matin, divisés en quatre colonnes, et déployant des drapeaux blancs, les rebelles arrivent en vue de Pornic,. Le commandant Babain, chef des patriotes, fait rassembler toutes ses forces sur la place du Marchix, lieu du précédent combat. L'unique pièce d'artillerie est déployée vis-à-vis de l'escalier Fouquet et est placée sous la garde d'un jeune garde national nommé Reliquet. Les Républicains se déploient en formation carrée sur la place et se retranchent dans les maisons.
Les deux premières colonnes vendéennes à être entrées dans la ville attaquent presque aussitôt, l'une par la rue de la Touche, l'autre par la rue Tartifume. Cependant le feu des patriotes et la menace du canon les incitent à garder leurs distances. Les belligérants tiraillent pendant trois à quatre heures sans grand résultat, deux Vendéens escaladent les toits pour tenter d'abattre le canonnier Reliquet mais ils sont repoussés par des tirs de couverture.
Charette donne l'ordre de mettre le feu aux maisons dans lesquelles les Républicains se sont retranchés, : vingt-sept sont détruites,,.
Le commandant Babain décide d'ordonner la retraite, le canon est encloué et la garnison se replie en bon ordre vers la rue Saint-Gilles,. Arrivés au carrefour de la Grand'Aire, les Républicains voient leur route bloquée par les insurgés déployés sur le plateau du Calvaire. Ils font demi-tour, contournent l'église, remontent la Grande-Rue jusqu'à la halle, mais elle est également pleine d'insurgés. Ne pouvant plus reculer, les républicains forcent leur marche, baïonnette au canon, mais les insurgés restent sur place et les patriotes filent sous leurs yeux, sans être attaqués. Ils gagnent ensuite la route de Saint-Michel, et prennent la direction de Paimbœuf, où ils arrivent à la nuit tombante.

## Pertes
Concernant les pertes, l'historien pornicais Jean-François Carou, favorable aux républicains et fils d'un garde national ayant pris part aux combats, estime en 1859 que les Vendéens ont eu de nombreux morts. Cependant Charette, dans son rapport à Souchu, écrit que ses pertes se limitent à seulement deux blessés. Concernant les Républicains, Charette ajoute que ces derniers ont perdu 60 hommes et qu'il a fait 30 prisonniers,. Jean-François Carou déclare ignorer le nombre des tués, mais confirme la mort d'au moins sept hommes dont il donne les noms : Olivier Renaud, Jean Fouquet, Joseph Fouquet, Étienne Boury, François Beillevert, François Padioleau, et Antoine Bonfils. En outre, les Vendéens s'emparent d'un canon et d'un pierrier.

## Suites
Les Vendéens restent maîtres de Pornic jusqu'au 26 avril, date où ils apprennent la prise de Machecoul par le général Beysser,. La ville est aussitôt évacuée, et reprise sans combat par les Républicains sortis de Paimbœuf. En récompense de sa défense courageuse, la Convention nationale offre un drapeau à la garde nationale de Pornic. Cependant la ville a été ravagée, et les dégâts sont estimés à 50 000 livres, aussi la Convention envoie-t-elle une indemnité de 12 000 livres à répartir avec les communes du Clion et des Moutiers-en-Retz, cette aide jugée cependant insuffisante, un second secours de 6 000 livres est envoyé pendant l'été, tandis que les veuves des combattants tués lors des combats des 23 et 27 mars reçoivent une indemnité de 50 livres chacune.